# 432 aC
L'any 432 aC era conegut com a 322 ab urbe condita al calendari romà

## Esdeveniments
- Mègara mata la guarnició atenenca que hi havia a la ciutat. Els atenesos van envair el territori i el van devastar, van arribar fins a es muralles de la ciutat, i van bloquejar el port, aïllant els seus habitants. Aquest va ser un dels preludis de la Guerra del Peloponnès.[1]
- Potidea es va revoltar contra Atenes i es va aliar amb Perdicas II de Macedònia i Corint. Els atenencs la van bloquejar i no va capitular fins al cap de dos anys, després de passar una fam tan extrema que diuen que fins i tot els supervivents es menjaven els cadàvers, segons Tucídides.[2] Atenes va enviar un miler de colons al territori per ocupar-lo i repoblar-lo, diu Diodor de Sicília.[3]
- Batalla de Corcira i Atenes contra Corint, sense guanyador clar. Va ser un dels factors que van conduir a la Guerra del Peloponès, que probablement va sorgir de la tradicional rivalitat comercial entre ambdues dues ciutats.[4]
- Fundació d'Heracleia de Lucània. Diodor de Sicília. Biblioteca històrica, XII, 36, 1
- Estàtua de Zeus a Olímpia (data probable)[5]
- Anaxàgores filòsof grec, va ser acusat d'impietat pels seus enemics. El van processa i condemnar per afirmar que «el Sol és una mena de pedra incandescent» i va marxar a l'exili. Va anar a Làmpsac, on va morir el 428 aC, amb setanta-dos anys.[6]
- A Roma van ser elegits tribuns amb potestat consular Luci Pinari Mamercí Rufus, Luci Furi Medul·lí Fus i Espuri Postumi Albus Regil·lensis.[7]